# Deixa Malhar
Club Escola de Samba Deixa Malhar foi uma escola de samba do Rio de Janeiro, Brasil.
A escola se situava na Chácara do Vintém, no bairro da Tijuca. Esteve no terceiro desfile de escolas de samba, quando foi a terceira colocada no Carnaval de 1934. No mesmo ano, participou do desfile extra, não obtendo classificação.
Desfilou pela última vez no Carnaval de 1943, quando obteve a quarta colocação.
Naquele ano, a escola foi fechada pela polícia do Estado Novo, até hoje por motivos não muito bem esclarecidos. Anos depois, suas cores, o vermelho e o branco, foram adotados pelos fundadores da Acadêmicos do Salgueiro, na época criada no mesmo bairro da Tijuca.